# 布法羅斯普林斯 (新墨西哥州)
布法羅斯普林斯（英語：Buffalo Springs）是位於美國新墨西哥州麥金萊縣的非建制地區。

## 地理
布法羅斯普林斯所處的海拔為高於海平面1843米（即6047英呎），而該地所採用的時區為UTC-7，即北美山地时区（MST）。同時該地設有夏令時間，為UTC-7調快一小時，即UTC-6（MDT）。